# Magdalena Bay
Magdalena Bay es un dúo de synth-pop y electrónica oriundo de Miami, Florida, con sede actual en Los Ángeles, California. El dúo está formado por la cantautora Mica Tenenbaum y el productor Matthew Lewin. El dúo ha lanzado tres álbumes de estudio, uno con versión Deluxe, tres EP y tres mixtapes, llamados Mini Mixes, compuestos por canciones de uno a dos minutos con videos musicales caseros de pantalla verde que los acompaña que se han vuelto característicos de la estética de la banda que recuerda fundamentalmente a la estética de los años 2000.
El dúo lanzó su álbum de estudio debut, Mercurial World, el 8 de octubre de 2021, el cual recibió críticas positivas. Han adquirido cierta notoriedad por sus videos informativos en TikTok sobre la industria de la música y sus imágenes kitsch de DIY.Su segundo álbum, Imaginal Disk, fue lanzado el 23 de agosto de 2024.

## Orígenes
Los intérpretes no empezaron en la música como una banda de música pop. Tenenbaum nació en Buenos Aires, Argentina, y emigró con su familia a los Estados Unidos (Miami, FL) cuando tenía tan solo un año, mientras que Lewin (nacido en Miami, FL) también es de ascendencia argentina por parte de su padre. Se conocieron originalmente en la escuela secundaria en el año 2011 durante un programa dirigido por Live! Modern School of Music, donde fueron colocados en una banda de versiones de rock clásico y luego comenzaron a escribir su propia música de rock progresivo como Tabula Rasa. Además de formar pareja, formaron un dueto musical que procedería a crear diversos proyectos. Su proyecto Tabula Rasa se diferencia mucho de lo que posteriormente se llegaría a conocer como Magdalena Bay. Para dar un ejemplo de esto, la canción con el mismo título del último álbum de la banda titulado "Crimson" termina con veinte minutos de solos de guitarra y piano en arpegios
Después de que esa banda se separó, debido a los caminos diferentes que ambos tomaron en la universidad, formaron Magdalena Bay en 2016 mientras estaban de vacaciones de la universidad (Tenenbaum en la Universidad de Pensilvania en Filadelfia y Lewin en la Universidad Northeastern en Boston) y continuaron colaborando de forma remota. De jóvenes jamás habrían pensado hacer música pop por lo que pensaron que iba a ser sencillo Eligieron el nombre en honor a una administradora en el antiguo trabajo de Lewin, no por la bahía de México.

## Carrera
El dúo lanzó sus dos primeros EP, Day/Pop y Night/Pop, en 2019, y firmó con el sello discográfico independiente Luminelle Recordings ese mismo año. Han citado a Grimes, Chairlift y Charli XCX como influencias.
El grupo tuvo su primer salto al reconocimiento con la canción "Killshot" que fue ralentizada y le fue agregada reverberación como parte de un formato popular en la plataforma de YouTube. La banda lanzó esta versión como sencillo oficial meses después. Su sitio web alude a la misma estética a la que intenta aludir su música. Siendo este estructurado a la mejor manera de la Web 1.0 cuando los sitios web parecían hechos en HTML a mano totalmente.
Luego de haber empezado el proyecto que se podría considerar englobado en el movimiento conocido como PC Music. El dúo lanzó su álbum de estudio debut, Mercurial World, el 8 de octubre de 2021. El lanzamiento del álbum fue precedido por cuatro sencillos: "Chaeri", "Secrets (Your Fire)", "You Lose!" y "Hysterical Us". El 23 de septiembre de 2022 se lanzó una versión de lujo de Mercurial World, que contiene "secretos", remixes y dos canciones nuevas enviadas por los fanes.
El 28 de mayo de 2024, Magdalena Bay lanzó el sencillo "Death & Romance", su primer lanzamiento bajo Mom + Pop Music, y también anunció la gira Imaginal Mystery. El 10 de julio de 2024, se lanzó el sencillo y el video musical que lo acompaña de "Image". En una transmisión en vivo de video posterior a la música, el dúo anunció su segundo álbum de estudio Disco Imaginal, que fue lanzado el 23 de agosto de 2024. El 31 de julio de 2024, se lanzó el tercer sencillo del álbum, "Tunnel Vision". El último sencillo, "That's My Floor", fue lanzado el 21 de agosto de 2024.

## Música
El grupo ha sido descrito como synthpop. Después del lanzamiento de Disco Imaginal, dijo Lewin, "Creo que lo que sería positivo es que si comenzamos a ser vistos menos como un grupo pop y más como un grupo ‘alternative’."

## Discografía
La discografía de Magdalena Bay consiste en: 
- 2 álbumes de estudio
- 33 videos musicales
- 6 EPs
- 35 sencillos

### Álbumes de estudio
| Título          | Detalles | Posiciones pico en el gráfico        | Posiciones pico en el gráfico |
| Título          | Detalles | Billboard Ventas de Álbumes Actuales | Billboard Heatseekers         |
| --------------- | --- | ------------------------------------ | ----------------------------- |
| Mercurial World | - Lanzamiento: 8 de octubre de 2021 - Disquera: Luminelle, The Orchard - Formatos: LP, CD, casete, descarga digital, streaming | 59                                   | 18                            |
| Imaginal Disk   | - Lanzamiento: 23 de agosto de 2024 - Disquera: Mom + Pop Music. - Formatos: LP, CD, streaming                                 | 17                                   | 6                             |

### EPs
| Título                               | Detalles |
| ------------------------------------ | --- |
| Day/Pop                              | - Lanzamiento: 15 de enero de 2019 - Sello: Independiente - Formatos: Descarga digital, streaming                                       |
| Night/Pop                            | - Lanzamiento: 17 de enero de 2019 - Sello: Independiente - Formatos: Descarga digital, streaming                                       |
| Mini Mix, vol. 1                     | - Lanzamiento: 19 de julio de 2019 - Sello: Luminelle Recordings - Formatos: vinilo de 10 pulgadas, casete, descarga digital, streaming |
| A Little Rhythm and a Wicked Feeling | - Lanzamiento: 13 de marzo de 2020 - Sello: Luminelle Recordings - Formatos: Descarga digital, streaming, vinilo                        |
| Mini Mix, vol. 2                     | - Lanzamiento: 20 de noviembre de 2020 - Sello: Luminelle Recordings - Formatos: vinilo de 10 pulgadas, descarga digital, streaming     |
| Mini Mix, Vol. 3                     | - Lanzamiento: 13 de abril de 2023 - Etiqueta: Luminelle Recordings - Formatos: vinilo de 10 pulgadas, descarga digital, streaming      |

### Sencilos

#### Como artista principal
| Título                                              | Año  | Álbum                                |
| --------------------------------------------------- | ---- | ------------------------------------ |
| "Voc Pop"                                           | 2016 | Sencillo sin álbum                   |
| "Head Over Heels"                                   | 2016 | Day/Pop                              |
| "#wastehistime"                                     | 2017 | Day/Pop                              |
| "Neon"                                              | 2017 | Night/Pop                            |
| "Set Me Off"                                        | 2017 | Day/Pop                              |
| "Red Bone"                                          | 2017 | Night/Pop                            |
| "Drive Alone"                                       | 2017 | Night/Pop                            |
| "Move Slow"                                         | 2017 | Night/Pop                            |
| "Waking up"                                         | 2018 | Day/Pop                              |
| "The Girls"                                         | 2018 |                                      |
| "Ghost"                                             | 2018 |                                      |
| "Money Lover"                                       | 2019 |                                      |
| "Only If You Want It"                               | 2019 |                                      |
| "Mine"                                              | 2019 | Mini Mix, vol. 1                     |
| "Venice"                                            | 2019 | A Little Rhythm and a Wicked Feeling |
| "Good Intentions"                                   | 2019 | A Little Rhythm and a Wicked Feeling |
| "Killshot"                                          | 2019 | A Little Rhythm and a Wicked Feeling |
| "Oh Hell"                                           | 2019 | A Little Rhythm and a Wicked Feeling |
| "How to Get Physycal"                               | 2020 | A Little Rhythm and a Wicked Feeling |
| "Airplane"                                          | 2020 | A Little Rhythm and a Wicked Feeling |
| "Story" (Gus Kero Kero Bonito remix)                | 2020 | Sencillo Sin Álbum                   |
| "KillShot" (Slowed + Reverb)                        | 2021 |                                      |
| "Chaeri"                                            | 2021 | Mercurial World                      |
| "Secrets (Your Fire)"                               | 2021 | Mercurial World                      |
| "You lose!"                                         | 2021 | Mercurial World                      |
| "Hysterical Us"                                     | 2021 | Mercurial World                      |
| "Chaeri" (Danny L Harle remix)                      | 2022 | Mercurial World (Deluxe)             |
| "Shotgun" (Magdalena Bay remix) (with Soccer Mommy) | 2022 | Sencillo Sin Álbum                   |
| "All You Do"                                        | 2022 | Mercurial World (Deluxe)             |
| "Uncondicional"                                     | 2022 | Mercurial World (Deluxe)             |
| "Death & Romance"                                   | 2024 | Imaginal Disk                        |
| "Image"                                             | 2024 | Imaginal Disk                        |
| "Tunnel Vision"                                     | 2024 | Imaginal Disk                        |
| "That's My Floor"                                   | 2024 | Imaginal Disk                        |

#### Como artista colaborador
| Título                                              | Año  | Álbum              |
| --------------------------------------------------- | ---- | ------------------ |
| "Power" (Disco Shrine featuring Magdalena Bay)      | 2019 | Xoxó, Discoteca    |
| "Superficial Love" (Calica featuring Magdalena Bay) | 2020 | Sencillo Sin Álbum |
| "Push Me Away" (Jordana featuring Magdalena Bay)    | 2021 |                    |

### Videos musicales
| Título                                    | Año  | Director                       |
| ----------------------------------------- | ---- | ------------------------------ |
| "Head Over Heels" (Tears for Fears cover) | 2016 | Sally Hunter y Mica Tenenbaum  |
| "Neon"                                    | 2017 | Matthew Lewin                  |
| "The Girls"                               | 2018 | Mica Tenenbaum y Matthew Lewin |
| "Ghosts                                   | 2018 | Mica Tenenbaum y Matthew Lewin |
| "Money Lover"                             | 2019 | Mica Tenenbaum y Matthew Lewin |
| "Afternoon in Heaven"                     | 2019 | Mica Tenenbaum y Matthew Lewin |
| "Turning Off the Rain"                    | 2019 | Mica Tenenbaum y Matthew Lewin |
| "El Dorado"                               | 2019 | Mica Tenenbaum y Matthew Lewin |
| "Only If You Want It"                     | 2019 | Mica Tenenbaum y Matthew Lewin |
| "U Wanna Dance?"                          | 2019 | Mica Tenenbaum y Matthew Lewin |
| "Mine"                                    | 2019 | Mica Tenenbaum y Matthew Lewin |
| "Nothing Baby"                            | 2019 | Mica Tenenbaum y Matthew Lewin |
| "Never Ending Story" (Mini cover)         | 2019 | Mica Tenenbaum y Matthew Lewin |
| "Venice"                                  | 2019 | Pete Ohs                       |
| "Good Intentions"                         | 2019 | Mica Tenenbaum y Matthew Lewin |
| "Killshot"                                | 2019 | Mica Tenenbaum y Matthew Lewin |
| "How to Get Physical"                     | 2020 | Mica Tenenbaum y Matthew Lewin |
| "Live 4ever"                              | 2020 | Mica Tenenbaum y Matthew Lewin |
| "Woww"                                    | 2020 | Mica Tenenbaum y Matthew Lewin |
| "Hideaway"                                | 2020 | Mica Tenenbaum y Matthew Lewin |
| "Sky2Fall"                                | 2020 | Mica Tenenbaum y Matthew Lewin |
| "Body"                                    | 2020 | Mica Tenenbaum y Matthew Lewin |
| "I Don't Want to Cry Anymore"             | 2021 | Mica Tenenbaum y Matthew Lewin |
| "Chaeri"                                  | 2021 | Luke Orlando                   |
| "Secrets (Your Fire)"                     | 2021 | Mica Tenenbaum y Matthew Lewin |
| "You Lose!"                               | 2021 | Mica Tenenbaum y Matthew Lewin |
| "Hysterical Us"                           | 2021 | Ian Clontz                     |
| "Dreamcatching"                           | 2022 | Félix Geen                     |
| "All You Do"                              | 2022 | lucas orlando                  |
| "Unconditional"                           | 2022 | Mica Tenenbaum y Matthew Lewin |
| "The Beggining"                           | 2022 | Michael Garber                 |
| "Death & Romance"                         | 2024 | Amanda Kramer                  |
| "Image"                                   | 2024 | Amanda Kramer                  |
| "That's My Floor"                         | 2024 | Amanda Kramer                  |